# فیلیپ ماکس
فیلیپ ماکس (انگلیسی: Philipp Max؛ زادهٔ ۳۰ سپتامبر ۱۹۹۳) یک بازیکن فوتبال اهل آلمان است.
وی در تیم ملی فوتبال تیم ملی فوتبال زیر ۲۳ سال آلمان بازی کرده است.
وی در مسابقات کشوری و بین‌المللی در مجموع برندهٔ ۱ مدال نقره شده‌است.